# 德贡谬迪县
德贡谬迪县，缅甸仰光省下辖的一个县，同时该县全境是仰光市的一部分。

## 历史沿革
2022年4月30日，缅甸政府以仰光东县德贡谬迪港口镇区、德贡谬迪北镇区、德贡谬迪南镇区和德贡谬迪东镇区新设德贡谬迪县。

## 行政区划
德贡谬迪县下辖德贡谬迪港口镇区、德贡谬迪北镇区、德贡谬迪南镇区和德贡谬迪东镇区4个镇区。